# Jerzy Kukulski
Jerzy Kukulski (ur.  8 października 1935 w Krzemieniewicach, zm. 20 września 2021) – polski historyk, dr hab., Honorowy Obywatel Piotrkowa Trybunalskiego.

## Życiorys
Syn Stefana i Janiny de domo Kuligowskiej. Ukończył studia historyczne na Wydziale Historyczno-Filozoficznym Uniwersytetu Łódzkiego. W latach 1973–1982 pełnił funkcję kierownika Punktu Konsultacyjnego Uniwersytetu Łódzkiego w Piotrkowie Trybunalskim – Studiów Zaocznych dla Nauczycieli. Stopień doktora nauk humanistycznych w zakresie historii uzyskał w 1975 na Wydziale Filozoficzno-Historycznym Uniwersytetu Łódzkiego na podstawie rozprawy doktorskiej Donacje w Królestwie Polskim w latach 1835–1871. W 1982 podjął pracę wykładowcy w Wyższej Szkole Pedagogicznej im. Jana Kochanowskiego w Kielcach, Wydziale Zamiejscowym w Piotrkowie Trybunalskim jako pełnomocnik Dziekana ds. Studiów Zaocznych. W 1994 został dziekanem Wydziału Zamiejscowego kieleckiej WSP. W 1996 uzyskał stopień naukowy doktora habilitowanego na Wydziale Filozoficzno-Historycznym Uniwersytetu Łódzkiego na podstawie rozprawy habilitacyjnej Sądy gminne w Królestwie Polskim. Studium społeczno-historyczne. W 1997 został mianowany na stanowisko profesora nadzwyczajnego Filii Kieleckiej WSP w Piotrkowie Trybunalskim. Awansował na stanowisko prorektora ds. filii Akademii Świętokrzyskiej im. Jana Kochanowskiego Filii w Piotrkowie Trybunalskim, a także był prorektorem Akademii Świętokrzyskiej im. Jana Kochanowskiego, którą to funkcję pełnił do 2006.
Został zatrudniony na stanowisku profesora w Wyższej Szkole Handlowej im. Króla Stefana Batorego w Piotrkowie Trybunalskim, w Instytucie Nauk Pedagogicznych na Wydziale Nauk Społecznych; Filii w Piotrkowie Trybunalskim Uniwersytetu Humanistyczno-Przyrodniczym Jana Kochanowskiego w Kielcach, oraz w Katedrze Pedagogiki Górnośląskiej Wyższej Szkole Pedagogicznej im. Kardynała Augusta Hlonda w Mysłowicach.
Był profesorem nadzwyczajnym w Katedrze Historii Górnośląskiej Wyższej Szkole Pedagogicznej im. Kardynała Augusta Hlonda w Mysłowicach i w Wyższej Szkole Handlowej w Radomiu.
Podjął starania o rozwój piotrkowskiego Wydziału Zamiejscowego Wyższej Szkoły Pedagogicznej im. Jana Kochanowskiego w Kielcach. Dzięki jego wysiłkom i ogromnemu zaangażowaniu Wydział Zamiejscowy kieleckiej WSP w Piotrkowie Trybunalskim został w 1997 przekształcony w Filię (obecnie: Filia Uniwersytetu Jana Kochanowskiego w Kielcach w Piotrkowie Trybunalskim). Uhonorowany tytułem Honorowego Obywatela Miasta Piotrkowa Trybunalskiego oraz tytułem Piotrkowianina 25-lecia.
W wyborach parlamentarnych w 1997 bez powodzenia ubiegał się o mandat poselski z listy Polskiego Stronnictwa Ludowego w województwie piotrkowskim (otrzymał 435 głosów).
Zmarł 20 września 2021. Został pochowany na Cmentarzu Ewangelickim w Piotrkowie Trybunalskim wraz z żoną Danutą.

## Wybrane publikacje
- Donacje paskiewiczowskie w okresie reform agrarnych, Wyższa Szkoła Pedagogiczna im. Jana Kochanowskiego, Kielce, 1987.
- Sądy gminne w Królestwie Polskim. Studium społeczno-historyczne, Wyższa Szkoła Pedagogiczna im. Jana Kochanowskiego, Kielce, 1995.
- Dziedzictwo Andrzeja Frycza Modrzewskiego w myśli humanistycznej i politycznej. Tom I, (red. Jerzy Kukulski), Wydawnictwo Adam Marszałek, Toruń 2004.
- Przemiany na wsi powiatu piotrkowskiego w latach 1793–1918, Naukowe Wydawnictwo Piotrkowskie (NWP), Piotrków Trybunalski 2005.
- Sto lat Rosji w Królestwie Polskim (1815–1915), Naukowe Wydawnictw Piotrkowskie (NWP), Piotrków Trybunalski, 2005.
- Państwo. Chłopi. Kościół, Naukowe Wydawnictwo Piotrkowskie (NWP), Piotrków Trybunalski, 2007.
- Generałowie carscy i ich majątki ziemskie w Królestwie Polski (1835–1920), Wydawnictwo Norton, Warszawa 2007.
- Z badań nad historią, oświatą i kulturą. Studia ofiarowane Ryszardowi W. Wołoszańskiemu w 70. rocznicę urodzin i 45. rocznicę pracy naukowej, (red. Jerzy Kukulski), Naukowe Wydawnictwo Piotrkowskie, Piotrków Trybunalski, 2007.
- Pisma zebrane, tom I i tom II, AB Druk, Spółka jawna, Piotrków Trybunalski 2017.

## Odznaczenia
- 1979 – Złoty Medal Zasługi dla Województwa Piotrkowskiego
- 1985 – Złoty Krzyż Zasługi
- 1995 – Medal 20-lecia Województwa Piotrkowskiego
- 1995 – Złota Odznaka ZNP
- 1996 – Medal Komisji Edukacji Narodowej
- 1997 – Krzyż Kawalerski Orderu Odrodzenia Polski
- 1997 -  Honorowy Srebrny Medal Miasta Piotrkowa Trybunalskiego
- 1997 – Laureat Złotej Wieży Trybunalskiej
- 2001 – Honorowy Złoty Medal Miasta Piotrkowa Trybunalskiego
- 2005 – Tytuł Honorowego Obywatela Miasta Piotrkowa Trybunalskiego
- 2014 – Tytuł Piotrkowianina 25-lecia.